# (3157) Novikov
(3157) Novikov (1973 SX3) ist ein ungefähr 30 Kilometer großer Asteroid des äußeren Hauptgürtels, der am 25. September 1973 von der ukrainischen (damals: Sowjetunion) Astronomin Ljudmyla Schurawlowa am Krim-Observatorium (Zweigstelle Nautschnyj) auf der Halbinsel Krim (IAU-Code 095) entdeckt wurde. Er gehört zur Nocturna-Familie, einer Gruppe von Asteroiden, die nach (1298) Nocturna benannt ist.

## Benennung
(3157) Novikov wurde nach dem sowjetischen Piloten und Poeten Alexei Iwanowitsch Nowikow (1916–1986) benannt.